# Stephen Thomas (oficial naval)
Teniente comandante Stephen Harrison-Thomas DSC (nacido en 1961), nacido como Stephen Thomas, es un oficial retirado de la Marina Real Británica que voló el avión Sea Harrier Fighter, Reconnaissance, Strike para prestar servicio con el 801 Naval Air Squadron durante la Guerra de las Malvinas

## Primeros años de vida
Thomas nació en Yorkshire en 1961. En mayo de 1978, se sometió a varias pruebas y exámenes en el Centro de selección de tripulaciones aéreas, en RAF Biggin Hill, junto con más pruebas y entrevistas en el HMS Daedalus, y entrevistas en la Junta de Entrevistas del Almirantazgo, HMS SultanHMS Sultan Se unió al Britannia Royal Naval College, Dartmouth, en octubre de 1978 como oficial en formación con el rango de guardiamarina. aThe Navy List 1982. Her Majesty’s Stationery Office. 1982. 415 pages.</ref>

## Carrera militar
Después del entrenamiento básico de vuelo, completó su entrenamiento con Fleet Air Arm en el Bae Hawk en RAF Valley y Harrier T4 Luego se unió al 801 Escuadrón Aéreo Naval y voló el Sea Harrier FRS1 desde la cubierta del HMS Invincible (R05).

### Guerra de Malvinas
Después de graduarse recientemente de la Unidad de Entrenamiento de Vuelo Operacional en el 899 Escuadrón Aéreo Naval, se embarcó en el HMS Invincible el 3 de abril de 1982 uniéndose al 801 Escuadrón Aéreo Naval comandado por el teniente comandante Nigel Nigel "Sharkey" Ward.
En la mañana del 1 de mayo de 1982, el oficial del radar informaba que los ecos se cerraban rápidamente. El teniente Paul Barton, con Steve Thomas volando como compañero, pilotando CAP, pintó seis Mirage a unos 35.000 pies, pero los seis se negaron a bajar a luchar, y los Sea Harriers no fueron atraídos hasta donde el caza francés era más peligroso. Como sucedía tan a menudo en esta guerra, la escasez de combustible puso fin al baile. Los dos bandos se enfrentaron durante todo el día hasta que Barton anotó con un Sidewinder que destrozó todo lo que había detrás de la cabina de un Mirage. El Wingman Steven Thomas disparó y paralizó un segundo Mirage justo cuando entraba en la nube. El piloto cojeó hacia Puerto Stanley, donde los cañones argentinos lo derribaron.
El 21 de mayo de 1982, el comandante de Thomas, el teniente comandante Ward, lideraba una división de tres aviones lanzados para llevar a cabo una patrulla aérea de combate sobre Falkland Sound, al suroeste de San Carlos Water, con el otro avión pilotado por Steve Thomas y Alisdair Craig. El controlador de defensa aérea del HMS Brilliant detectó dos Pucaras que operaban desde Goose Green a bajo nivel. Los tres Sea Harrier estaban ascendiendo en ruta Invincible cuando fueron dirigidos hacia los Pucarás. Uno de los Pucaras fue atacado desde el través por los dos Sea Harrier pilotados por Steve Thomas y Alisdair Craig, pero evitó ser alcanzado. Simultáneamente, Ward atacó por detrás con su cañón el avión del mayor Carlos Tomba, incendiando el motor de estribor y dañando el alerón de babor. Inmediatamente volvió a atacar impactando el fuselaje y el motor de babor. En su tercer y último recorrido volando tan bajo como 10 pies sobre el suelo, destruyó la cubierta de la cabina y la parte superior del fuselaje. Tomba fue expulsado del Pucará a un nivel muy bajo antes de que el avión se estrellara al noroeste de Drone Hill. Tomba resultó ileso y caminó de regreso a Goose Green
Más tarde ese mismo día, Ward y su número dos, Steve Thomas, realizaban una patrulla aérea de combate a baja altitud al oeste de San Carlos, sobre tierra firme. Mientras realizaba un viraje, Ward avistó dos Mirage V "Dagger" de la Fuerza Aérea Argentina aproximándose desde el oeste a muy baja altitud. Se dirigían para atacar a la fuerza de desembarco en San Carlos Water. Ward voló entre ellos de frente y luego giró bruscamente para entrar en combate. Los Daggers también giraron bruscamente, pero no hacia su objetivo: estaban huyendo hacia su base. Esto los colocó justo frente al Sea Harrier de Thomas, quien los derribó con dos misiles Sidewinder.
Mientras tanto, un tercer Dagger, no detectado, disparaba su cañón desde detrás del avión de Ward, pero falló. Ward giró hacia el Dagger y lo derribó con un Sidewinder. Mientras ocurría este combate aéreo, un cuarto Dagger logró evadir la interceptación y atacó al buque de control de defensa aérea Brilliant, aunque afortunadamente sin causar daños significativos. Los tres pilotos de Dagger, el Mayor Piuma, el Capitán Donadille y el Teniente Senn, se eyectaron con éxito.
“Cuando llegamos a Port Howard, volamos por ambos lados del asentamiento para evitar las posiciones argentinas allí, pero debo haber sobrevolado una de las posiciones de ametralladora periféricas porque, de repente, vi pequeños destellos anaranjados pasando junto a mí. Una fracción de segundo después, se oyó un ‘golpe’ por la radio y, al mismo tiempo, una de mis bombas de combustible falló. Ambas radios dejaron de funcionar.
Cuando llegué al portaaviones, entré en modo estacionario y allí estaba el Oficial de Cubierta de Vuelo con su chaqueta amarilla, señalando el lugar exacto en el que debía aterrizar.
Después de aterrizar, descubrí que el avión había sido alcanzado en el compartimento de aviónica trasero por tres proyectiles perforantes de 0.5 pulgadas. Dos atravesaron limpiamente el fuselaje y salieron por la parte superior; uno se incrustó en la caja de control TACAN. Por la dirección en la que impactaron las balas, la ametralladora enemiga debía estar casi exactamente debajo de mí.”
Batalla de Goose Green
La Batalla de Goose Green se libró entre el 28 y el 29 de mayo de 1982 entre fuerzas británicas y argentinas durante la Guerra de las Malvinas. Ubicada en el istmo central de la Isla Soledad (East Falkland), el asentamiento de Goose Green albergaba un aeródromo de vital importancia táctica. Las fuerzas argentinas estaban posicionadas en una zona bien defendida, dentro del radio de alcance de San Carlos Water, donde la fuerza de tarea británica se había establecido tras su desembarco anfibio.
El 28 de mayo, mientras la batalla se intensificaba, el 2º Batallón del Regimiento de Paracaidistas (2 Para) se encontró inmovilizado bajo un intenso fuego defensivo argentino, en particular por cañones antiaéreos de 20 mm y 35 mm estratégicamente posicionados. Estas piezas guiadas por radar, bajo el mando del Subteniente Claudio Oscar Braghini, batieron las posiciones británicas con fuego sostenido, impidiendo cualquier avance y causando bajas entre los paracaidistas|group="Note"}}. El Soldado Steve Dixon, de la Compañía D, falleció cuando una esquirla de un proyectil de 35 mm le impactó en el pecho, destacando así la letal eficacia de estas armas en combate terrestre.
Al reconocer la gravedad de la situación, los paracaidistas solicitaron apoyo aéreo cercano para neutralizar los cañones antiaéreos que estaban deteniendo su avance. En respuesta a la solicitud, una escuadrilla de Sea Harriers británicos Harriers pilotados por Nigel "Sharkey" Ward, el Teniente Steve Thomas y el Teniente de Vuelo Ian Mortimer del Escuadrón 801 fue dirigida hacia el campo de batalla, con el objetivo de atacar las posiciones argentinas. Al llegar a la zona, lanzaron sus bombas con precisión, impactando directamente sobre las baterías antiaéreas y destruyéndolas de manera efectiva. El ataque rompió el punto muerto, permitiendo que los paracaidistas recuperaran el impulso.
La destrucción de las posiciones antiaéreas argentinas representó un punto de inflexión crucial, elevando la moral británica y reduciendo el poder defensivo que había estancado su ofensiva. Aunque en ese momento se desconocía, los Sea Harriers estuvieron a punto de sufrir un desastre, ya que fueron erróneamente identificados como aeronaves enemigas, lo que casi provocó un incidente de fuego amigo. No obstante, su ataque fue decisivo para despejar el camino del avance británico, asegurando que la batalla por Goose Green pudiera continuar favorablemente para los paracaidistas.
El 2 de junio de 1982, Steve Thomas y Ward estaban en el ascenso de regreso a Invincible después de una patrulla aérea de combate cuando fueron alertados por el HMS Minerva de un contacto de radar intermitente a 40 millas al noroeste. Ward inmediatamente condujo a Thomas en un giro brusco hacia la posición de contacto informada y detectó un gran objetivo de avión en su radar Blue Fox, a 38 millas y 4.000 pies más abajo. Inmediatamente se hizo cargo de la intercepción y siguió al objetivo girando hacia Argentina y descendiendo. A gran velocidad, los dos Sea Harrier se acercaron al objetivo y, cuando emergió a través de la nube baja, Ward se hizo visual con un Lockheed C-130 Hercules de cuatro motores a 200 pies sobre el mar. A falta de combustible para el regreso a Invincible, se requirió una acción inmediata. El primer misil AIM-9L Sidewinder de Ward no alcanzó al C-130, pero el segundo provocó un incendio entre los motores de estribor interior y exterior. Ward luego disparó 240 balas con los dos cañones ADEN de su Harrier y esta acción provocó que el avión enemigo perdiera el control, enviándolo a estrellarse contra el mar y matando a los siete miembros de la tripulación.
Thomas voló en más de cincuenta misiones de guerra, logró tres derribos aire-aire y participó o fue testigo de un total de diez derribos; y fue condecorado con la Cruz de Servicio Distinguido por su valentíaStephen fue el único piloto británico que derribó tres aviones rápidos durante el conflicto, pero era uno de los pilotos de Sea Harrier con menos experiencia, con menos de 200 horas en el tipo. 
Después de la guerra de las Malvinas
Posteriormente, Thomas sirvió en el Establecimiento Experimental de Aviones y Armamento, Boscombe Down, como piloto de pruebas hasta 1988. Estos ensayos y pruebas fueron fundamentales para desarrollar y perfeccionar nuevos aviones y sistemas de armas, así como para mejorar las capacidades de los existentes. La AAEE en Boscombe Down jugó un papel vital para garantizar la eficacia y seguridad de la aviación militar británica durante este período.

## Vida posterior
Stephen se retiró de la Royal Navy en 1989 con el rango de teniente comandante Al retirarse de la Armada en 1989, Harrison-Thomas se embarcó en una carrera de aviación civil, comenzando como primer oficial y luego convirtiéndose en capitán en Air UK, una aerolínea regional. Voló el BAe 146 Regional Jetliner en rutas europeas desde Mánchester y luego operó el Boeing 737-400 para Air UK Leisure desde el aeropuerto de Luton. Después de que KLM comprara Air UK, se mudó a los Países Bajos y se desempeñó como capitán en el Boeing 767-300 ER en rutas de América del Sur.

## Honores y premios
- 8 de octubre de 1982 -  Cruz por Servicio Distinguido por su valiente y distinguido servicio en el Atlántico Sur:

- 1982 –  South Atlantic Medal con distincion por servicio en la guerra de los Falklands.[26]